# Kärdla
Kärdla az egyetlen város az észtországi Hiiumaa szigetén, valamint Hiiu megye székhelye.

## Földrajza
Kärdla Hiiumaa északkeleti partvonalán található, a Tarestei-öbölnél (észtül Tareste laht.) Környezetét javarészt halmokkal tarkított síkságok borítják. A várostól délkeletre található a híres kärdlai kráter, ami egy 455 millió évvel ezelőtt történt meteoritbecsapódásról tanúskodik. A településen több kis folyó is átfolyik, valamint számos artézi kút működik.

## Története
Kärdla első említése 1564-ből származik. Ez idő tájt csupán egy svédek lakta falu volt. Növekedésének jelentősebb lendületet az 1830-ban megnyitott ruhaüzem adott, 1849-ben létrejött a kiépített kikötő. E két korai létesítmény a második világháborúban elpusztult. Városi jogokat 1938-ban kapott.

## Fényképek

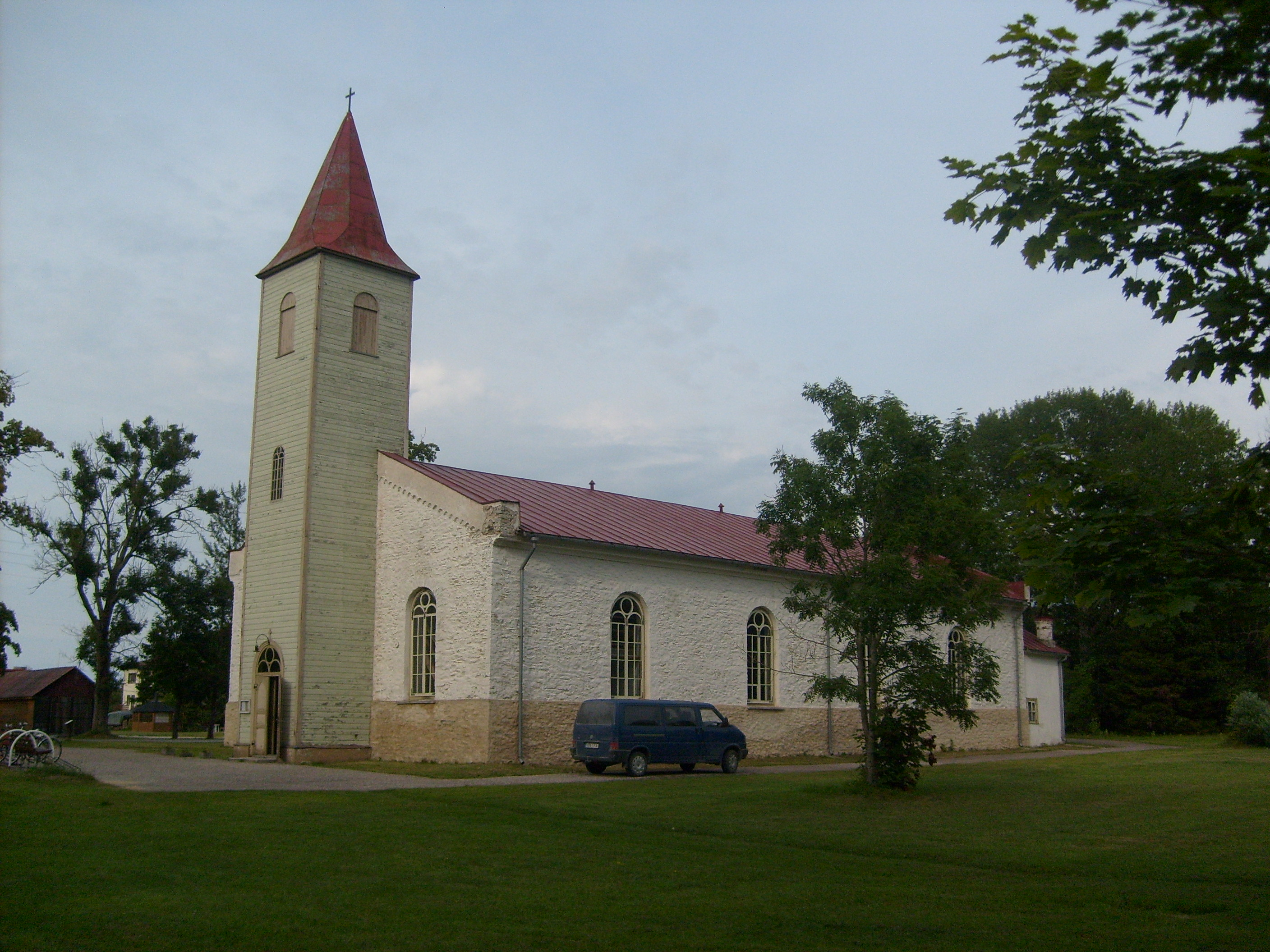
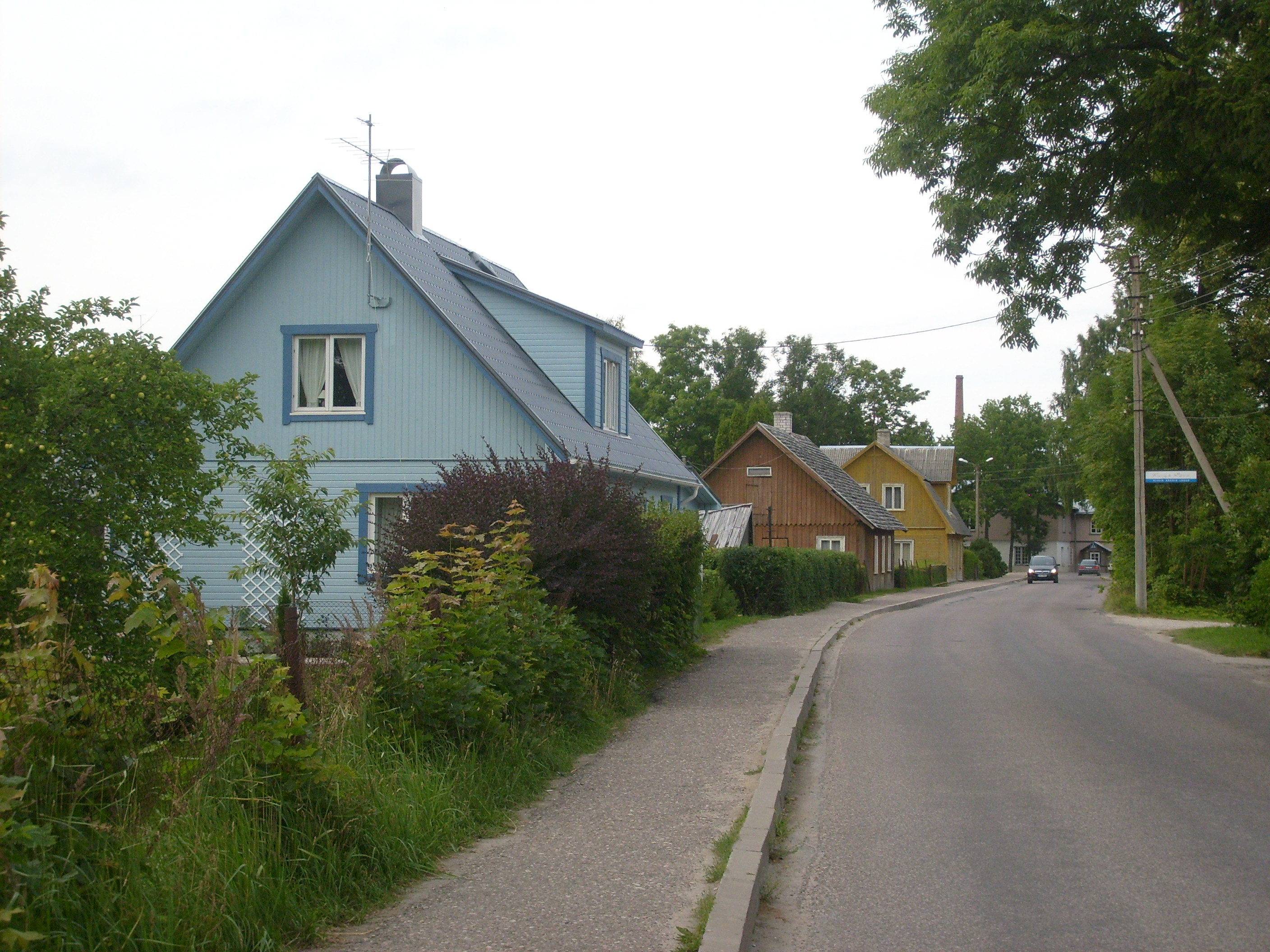
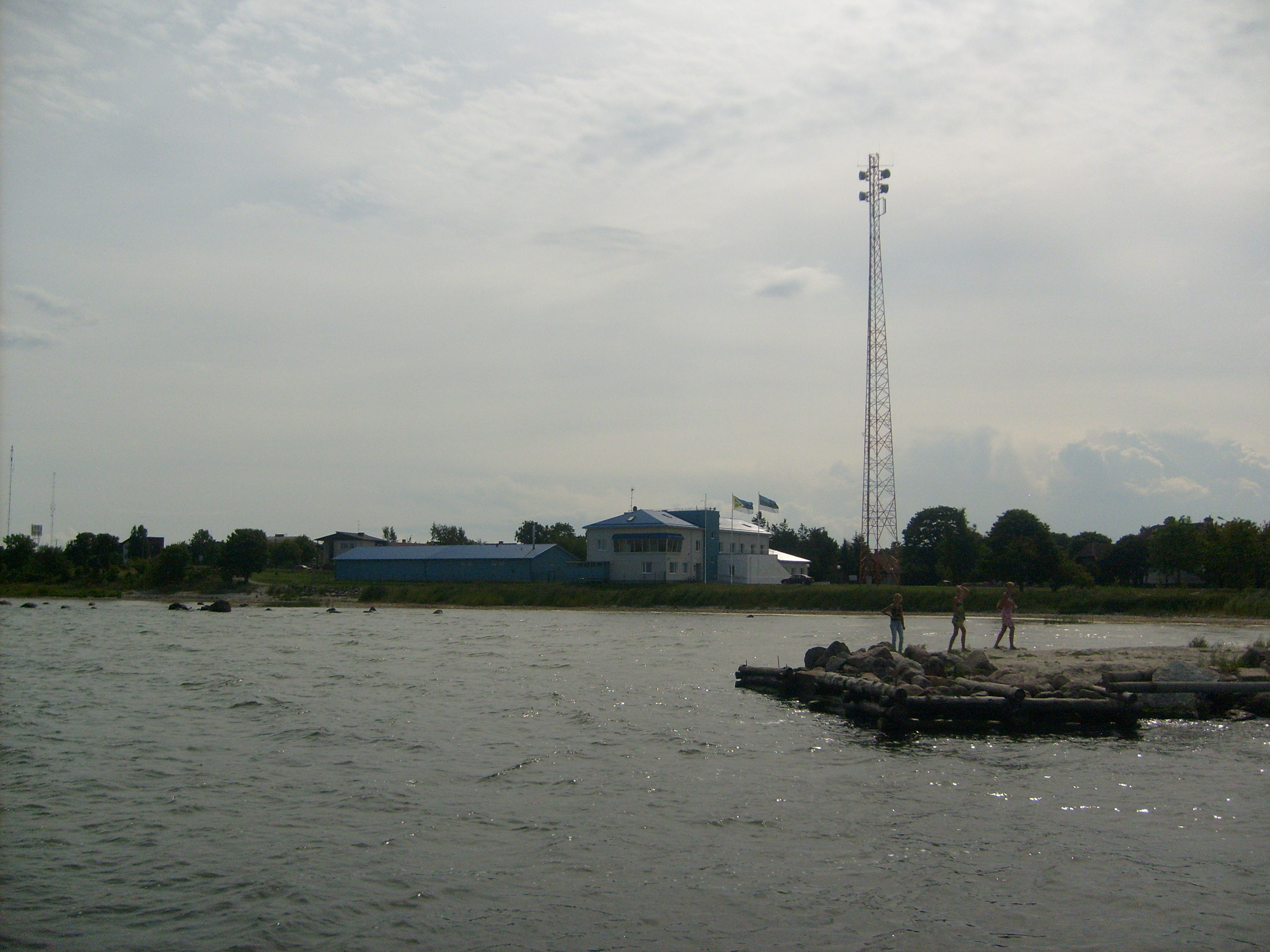
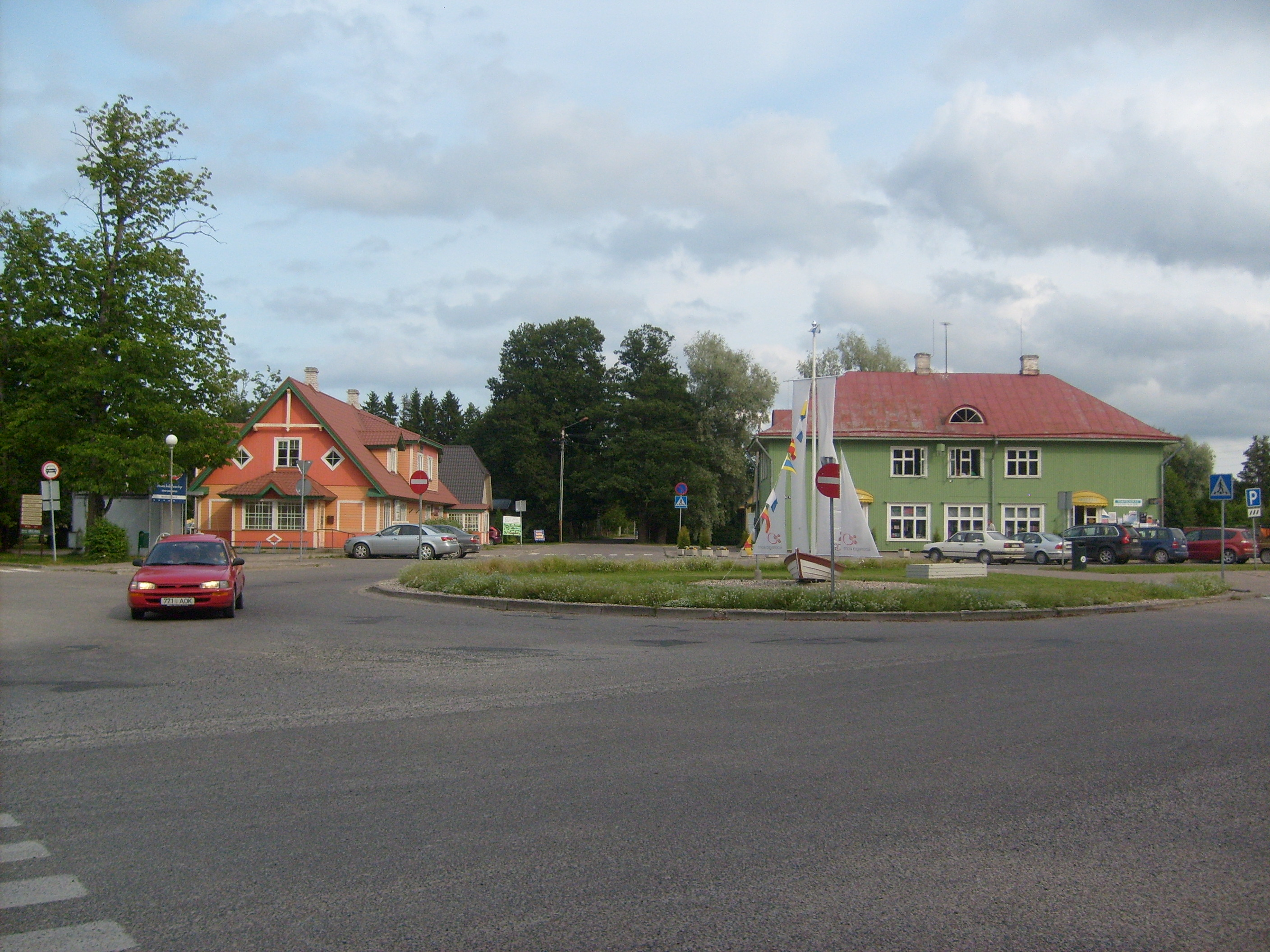

## Népessége
| Lakosok száma | 3050 | 3017 | 3009 | 3300 | 3281 | 3287 | 3230 | 3183 | 3019 | 2921 |
|               | 2011 | 2014 | 2015 | 2016 | 2017 | 2018 | 2019 | 2020 | 2023 | 2024 |

## Közlekedés
A külvilággal való kapcsolatát a Kärdlai repülőtér (a központtól keletre 5 km-re) biztosítja (IATA: KDL, ICAO: EEKA) bár hivatalos nemzetközi repülőtér, menetrend szerint csak naponta két belföldi járat köti össze Tallinnal, ami tőle 125 km-re kelet-északkeletre található.

## Külső hivatkozások
- (észtül) Kärdla hivatalos honlapja